# 新保鋭
新保 鋭（しんぽ　さとし、1941年10月26日  - 2005年5月31日）は、日本の元スピードスケート選手である。

## 人物・来歴
北海道出身。札幌商業高等学校卒業後、明治大学に入学。
明治大学在学時の1964年にインスブルックオリンピックに出場、500mで41位、1,500mで34位、5,000mで23位、10,000mで24位であった。
1962年の第31回全日本スピードスケート選手権大会で優勝。
2005年5月31日、筋萎縮性側索硬化症 (ALS) のため札幌市中央区の病院で死去。